# Finské námořnictvo
Finské námořnictvo (finsky: Merivoimat, švédsky: Marinen) je námořní složkou ozbrojených sil Finska. Vzniklo po získání nezávislosti země v roce 1918. Námořnictvo je zaměřeno zejména na pobřežní obranu (včetně demilitarizovaných Aland) před cizím výsadkem, ochranu rybářství a námořního obchodu, průzkum a záchranné mise. Patří k menším námořnictvům. Zaměstnává trvale okolo 2300 osob. Námořnictvo provozuje 8 raketových člunů, 2 hlídkové čluny, 6 minonosek a 13 minolovek.

## Historie

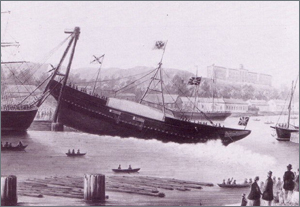
Rjurik

Během švédské éry se v blízkosti Finska odehrála řada bitev mezi švédským a ruským loďstvem. Švédské lodě přitom využívaly také finských přístavů a sloužili na nich i finští námořníci. Poté se Finsko v období 1809–1917 stalo součástí Ruska. S baltským loďstvem ruského carského námořnictva od krymské války spolupracovala samostatná finská jednotka Suomen Meriekipaasi. Tu tvořily menší lodě a později též dvě parní fregaty Rjurik a Kalevala. Jednotka byla rozpuštěna v 80. letech 19. století.
Samostatné finské námořnictvo vzniklo roku 1918 po finské občanské válce a vyhlášení nezávislosti země. Nejprve přitom využívalo menších carských lodí (dělové čluny, minolovky atd.), zanechaných ve finských přístavech. V meziválečné době pak došlo ke stavbě řady nových jednotek, především dvou pobřežních obrněných lodí třídy Väinämöinen a pěti ponorek (třída třída Vetehinen, Saukko a Vesikko). Na prahu nové války v roce 1939 tak finské námořnictvo mělo dvě obrněné lodě, pět ponorek, 4 dělové čluny, 7 motorových torpédových člunů, minonosku, 6 minolovek a cvičnou loď Suomen Joutsen.

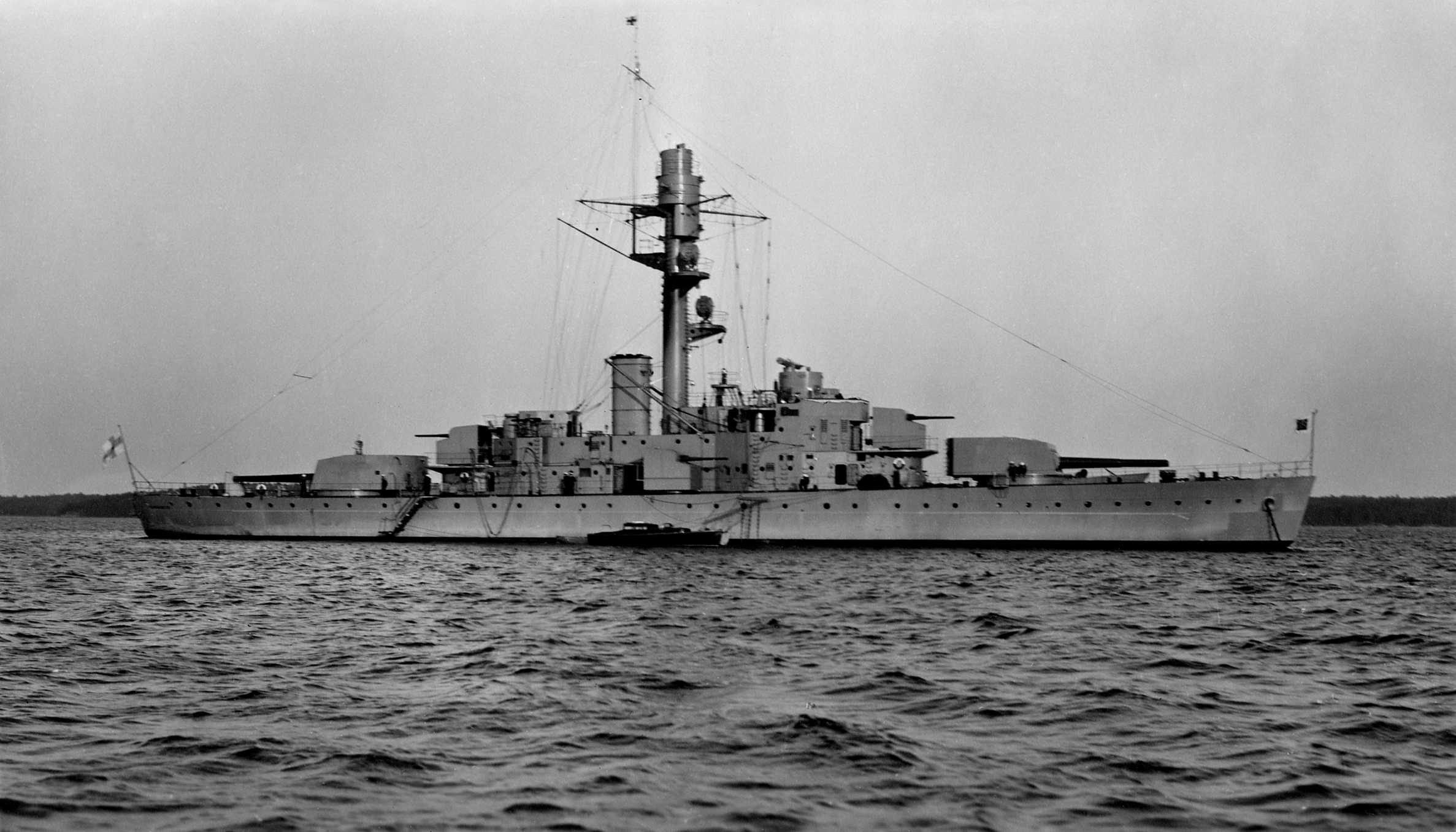
Väinämöinen

Mezi listopadem 1939 a březnem 1940 bylo finsko zataženo do zimní války s SSSR. Námořní válka však byla omezena zamrzlým mořem a jediným významným úspěchem bylo sovětské vylodění v pečengském přístavu. Mír však trval jen do roku 1941, kdy vypukla pokračovací válka, trvající do roku 1944. V ní finské námořnictvo spolupracovalo s německou Kriegsmarine. Během jedné z operací přitom ztratilo obrněnec Ilmarinen, což byla největší ztráta námořnictva během celé války. Poté, co SSSR ve válce zvítězilo, bylo námořnictvo nasazeno v krátké laponské válce mezi Finskem a Německem.
Pařížská mírová smlouva znamenala pro poražené Finsko omezení velikost námořnictva na 4500 mužů a omezení jeho tonáže na 10 000 tun. Bylo navíc zakázáno vlastnit ponorky a torpédové čluny, což však bylo možné později obejít díky vzniku raketových člunů. Během studené války bylo Finsko neutrálním státem (je jím dodnes), stále ohrožovaným SSSR. Jeho malé námořnictvo nakupovalo vojenskou techniku od západního i východního bloku a soustředilo se zejména na pobřežní obranu a minové operace. Mezi jeho největší jednotky patřily malé korvety a raketové čluny.

## Modernizace
V rámci programu Laivue 2020 jsou vyvíjeny čtyři víceúčelové korvety třídy Pohjanmaa, které v letech 2021-2024 nahradí minonosku Pohjanmaa, dvě minonosky třídy Hämeenmaa a čtyři raketové čluny třídy Rauma.

## Složení

### Raketové čluny

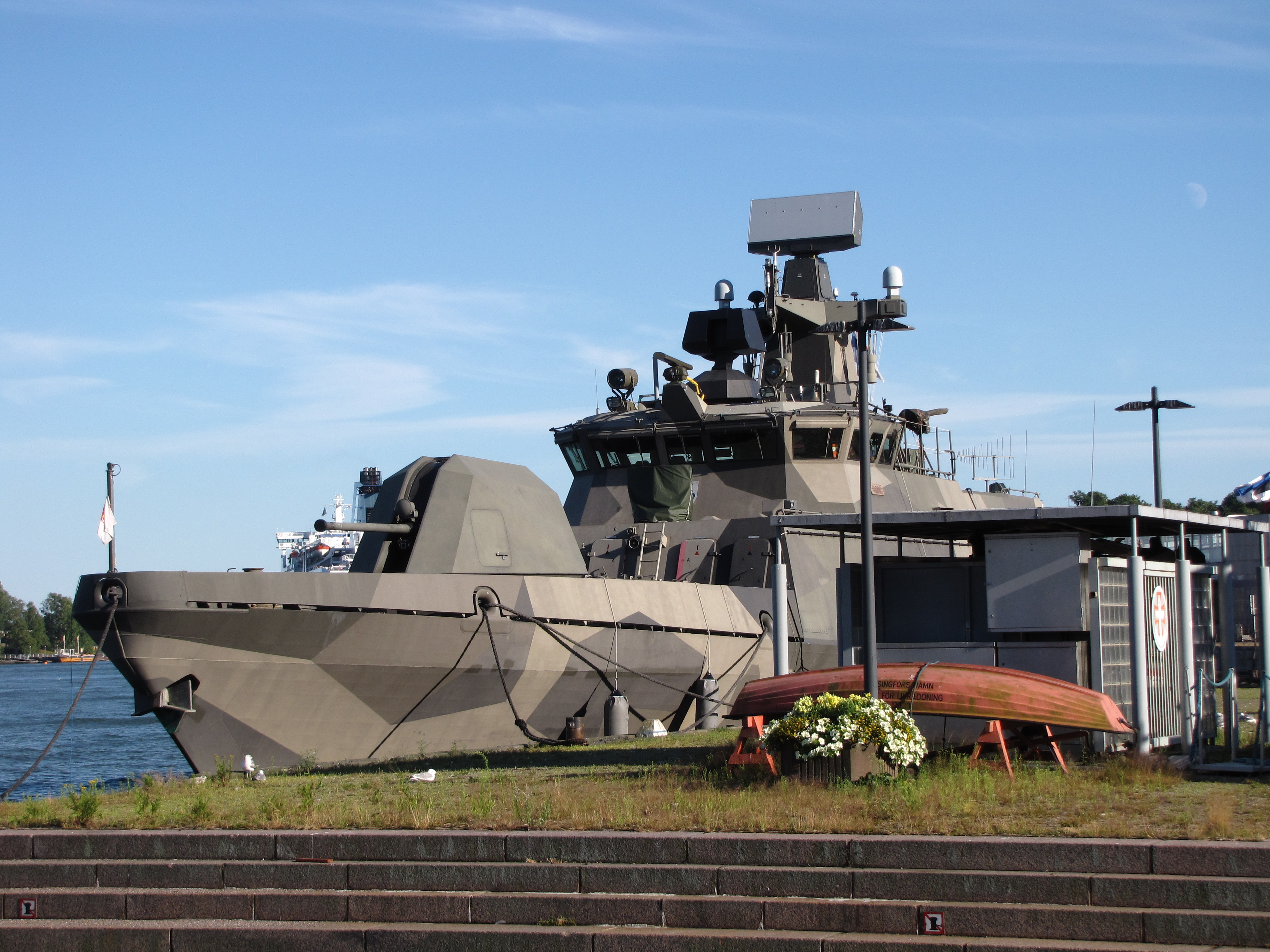
Raketový člun třídy Hamina

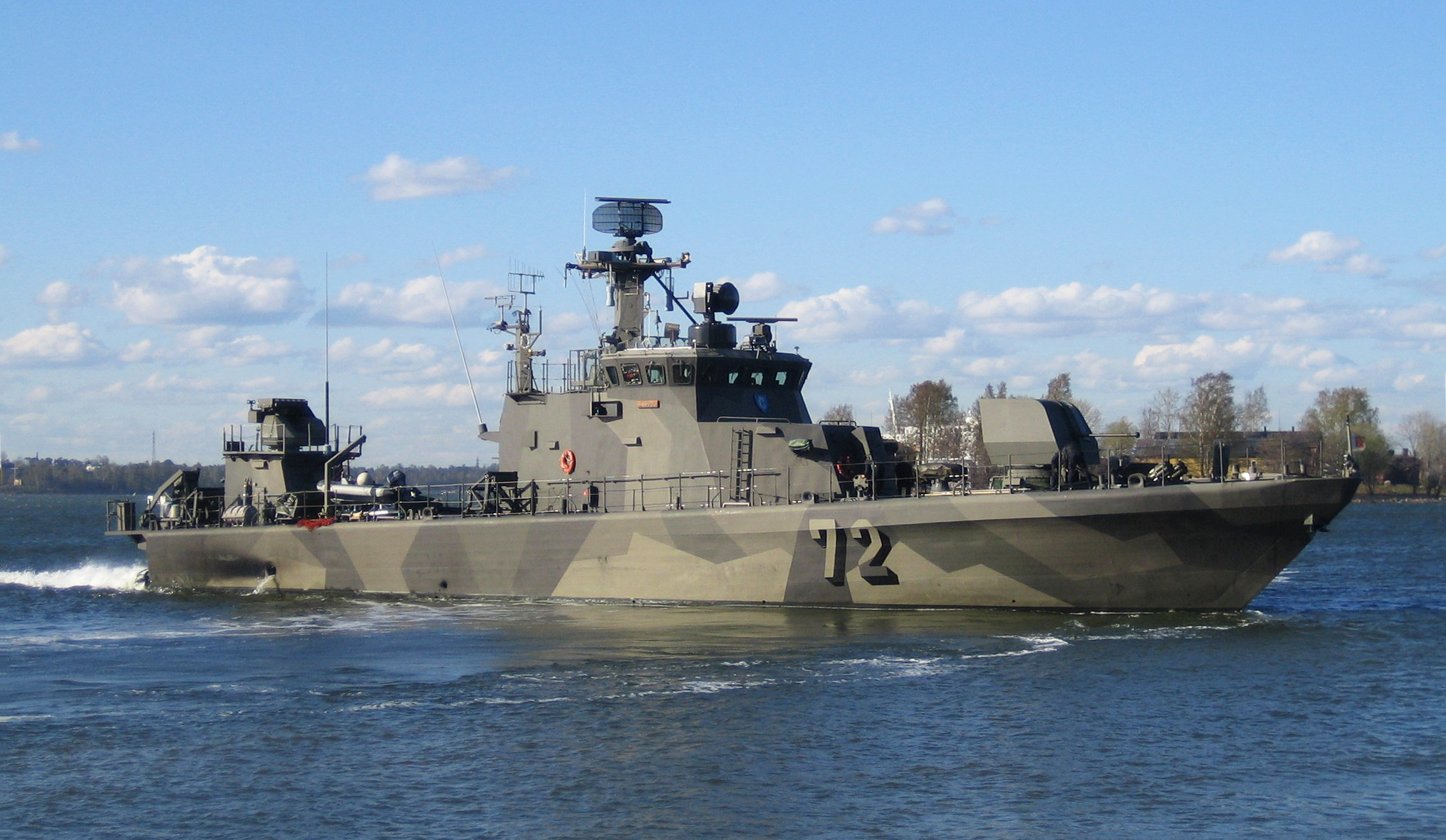
Raketový člun třídy Rauma

- Třída Hamina
  - Hamina (80)
  - Tornio (81)
  - Hanko (82)
  - Pori (83)

- Třída Rauma
  - Rauma (70)
  - Raahe (71)
  - Porvoo (72)
  - Naantali (73)

### Hlídkové čluny
- Třída Kiisla
  - Kiisla (50)
  - Kurki (51)

### Minonosky
- Třída Hämeenmaa
  - Hämeenmaa (02)
  - Uusimaa (05)

- Třída Pansio
  - Pansio (876)
  - Pyhäranta (875)
  - Porkkala (777)

### Minolovky

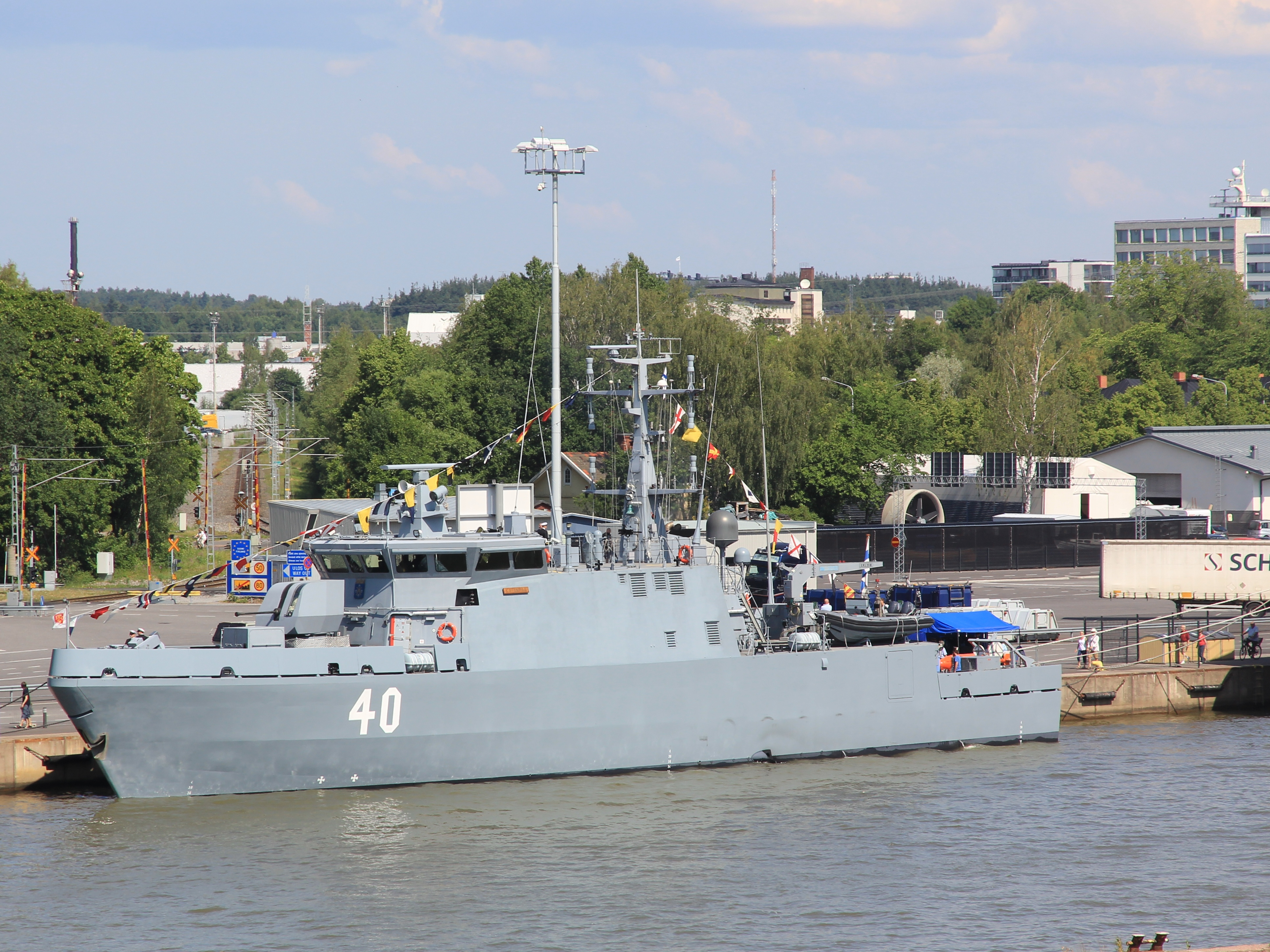
Minolovka Katanpää (40)

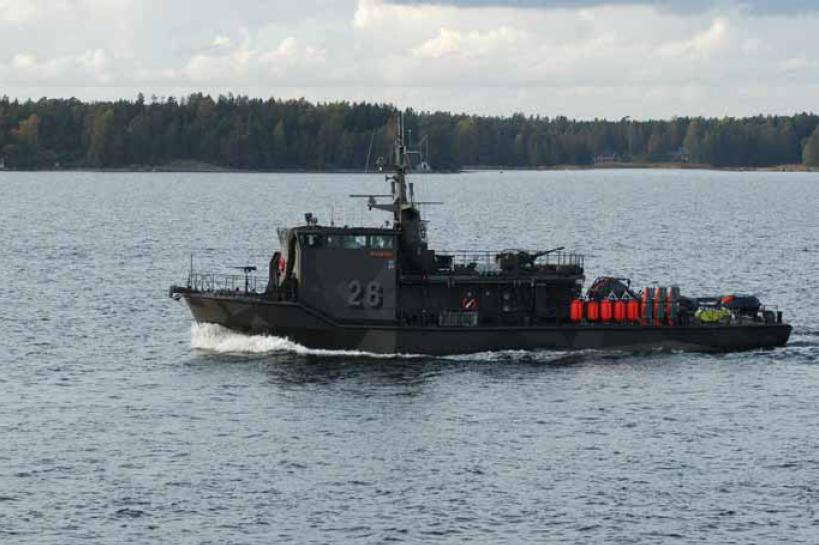
Minolovka Kuha 6 (26)

- Třída Katanpää
  - Katanpää (40)
  - Purunpää (41)
  - Vahterpää (42)

- Třída Kuha
  - Kuha 1 (21)
  - Kuha 2 (22)
  - Kuha 3 (23)
  - Kuha 4 (24)
  - Kuha 5 (25)
  - Kuha 6 (26)

- Třída Kiiski
  - Kiiski 1 (521)
  - Kiiski 2 (522)
  - Kiiski 3 (523)
  - Kiiski 4 (524)
  - Kiiski 5 (525)
  - Kiiski 6 (526)
  - Kiiski 7 (527)

## Plánované akvizice
- Třída Pohjanmaa (4 ks) – korvety